# Краматорська міська територіальна громада
Краматорська міська територіальна громада — територіальна громада в Україні, в Краматорському районі Донецької області. Адміністративний центр — місто Краматорськ.
Площа громади — 414,0 км², населення — 185 858 мешканці. Площа громади — 159,65 км², населення — 2380 мешканців (2018).

## Склад громади
У складі громади 1 місто, 9 смт та 5 сіл:
- Ашуркове,
- Біленьке,
- Василівська Пустош,
- Дмитрівка,
- Комишуваха,
- Краматорськ,
- Красноторка,
- Малотаранівка,
- Олександрівка,
- Привілля,
- Семенівка,
- Софіївка,
- Шабельківка,
- Ясна Поляна,
- Ясногірка